# 杜納夫卡山
48°36′39″N 22°52′18″E / 48.61083°N 22.87167°E
杜納夫卡山是烏克蘭的山峰，位於該國西部，處於外喀爾巴阡州，屬於烏克蘭喀爾巴阡山脈的一部分，海拔高度1,018米，有櫟樹、山毛欅等植物生長。